# Kostel svatého Prokopa (Chotouň)
Kostel svatého Prokopa ve vesnici Chotouň v okrese Kolín je drobná barokní stavba vybudovaná jako kaple mezi lety 1708–10 podle projektu Jana Blažeje Santiniho. Kostel s areálem bývalého hřbitova byl v roce 1965 zapsán do seznamu nemovitých kulturních památek ČR.

## Historie
Dle legendy se právě v Chotouni narodil svatý Prokop. Proto s jeho osobou byla spojována řada míst v okolí a také kaple při místním zámku, která však byla zničena v roce 1632 za třicetileté války. Majitel panství, František Antonín Berka z Dubé kapli za života nestihl obnovit a proto vložil podmínku jejího postavení do své poslední vůle. Stavbu kaple, respektive malého kostela svatého Prokopa proto nechala postavit jeho sestra a dědička Rosalie Berková z Dubé, provdaná Kinská.
Novostavba byla vyměřena za účasti Jana Santiniho na jaře 1708. Dokončený kostel byl svěcen roku 1710. Mobiliář byl postupně pořizován v následujících letech a to i po roce 1715, kdy panství koupil Jan Ignác Mladota ze Solopysk.
Roku 1807 kapli zakoupila obec a upravila ji na filiální kostel. Úpravy trvaly do roku 1816 a nejvýznamnější změnou byla výstavba nové zvonice na západní straně. Střecha byla ve střední části lodi zvýšena a osazena sanktusníkem. V roce 2006 byla opravena fasáda věže a v letech 2019–2023 střechy a fasáda lodi kostela.

## Popis

### Exteriér
Santiniho stavba se skládá z hloubkově protažené oktogonální lodi a navazujícím centrálním, šestiúhelným kněžištěm s konkávně proláklými stěnami. Na západě pak navazuje mladší věž, do které byl v přízemí druhotně zasazen původní hlavní portál, který nese erb Berků z Dubé. Na bočních stěnách lodě jsou další dva slepé portály, nad nimi malá kruhová okna. K jižní straně věže přiléhá válcovitý přístavek se schodištěm na kruchtu. Do prostoru mezi lodí a presbytářem byl umístěn nižší přístavek sakristie. Vnější fasády jsou členěny lizénami na nárožích lodi a plošnými příložkami na presbytáři. Kolem celého tělesa stavby obíhá výrazně profilovaná korunní římsa.
Kvalitu Santiniho návrhu žel snižuje poněkud rustikální provedení, dané zřejmě použitím místních zednických sil a navíc pravděpodobně ještě umocněné opravou po roce 1807. Přesto stavba vykazuje řadu motivů, které jsou pro Santiniho typické a později se objeví v jeho významnějších stavbách.
Kostel je obehnán hřbitovní zdí s branou, která má po stranách dva hranolové pilíře se sochami sv. Vojtěcha a sv. Prokopa.

### Interiér

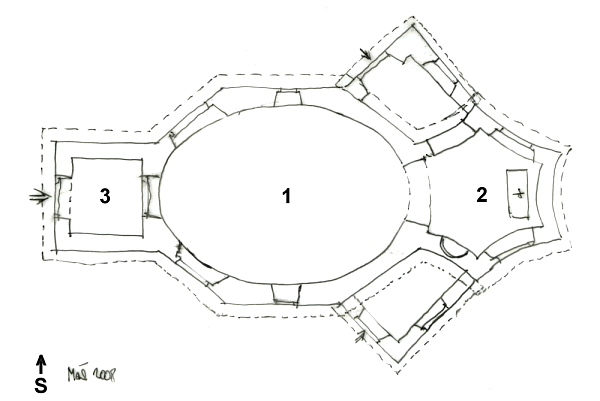
Schematický půdorys kostela: 1) loď, 2) presbytář, 3) později přistavěná věž

V interiéru je loď oválná, členěná dórskými pilastry, které nesou kompletní průběžné kladí do osmi polí. Pole na osách oválu jsou širší, vyplněná rozměrnými oblouky, kromě vítězného oblouku slepými. Úhlopříčně umístěná pole jsou užší. Kněžiště je zaklenuto kupolovou, baldachýnovitou klenbou a osvětleno dvojicí vysoko položených oken které přerušují poměrně drobnou římsu. Stěny kněžiště jsou do prostoru konvexně vypjaté a opět řazené v obkročném rytmu jako širší a užší. Santini zde používá pozoruhodnou, později často využívanou myšlenku „volných“ a „nosných“ polí. Širší „volná“ pole vyplňují okna a vítězný oblouk, římsa je v těchto úsecích přerušena. Užší pole s úseky římsy fungují po způsobu jakýchsi „pilířů“ jako pole jako nosná. Pozoruhodný optický efekt zesiluje šestiúhelný půdorys a konvexní vypnutí stěn. Prostor se díky tomu mění v trojpaprsčitou radiální centrálu. Ze sakristie vedou schody do malé místnosti v patře, která sloužila jako oratoř pro majitele Prokopského dvora.
V hlavním oltáři z roku 1863 od řezbáře Jana Doležala je osazen obraz sv. Prokopa od Josefa Vojtěcha Hellicha. Na bočních oltářích jsou obrazy od Viléma Kandlera. Dvě vitrážová okna v presbytáři s vyobrazením sv. Václava a sv. Ludmily jsou z roku 1901. Na klenbě je fresková malba se třemi kartušemi. Na kruchtě jsou varhany z roku 1880 od pražského varhanáře Karla Schiffnera. Zvon ve věži je z roku 1664.